# Miguel Díez de Aux
Miguel Díez de Aux o Auz, el Joven (1496, Haina - c. 1560, Nueva España) fue un conquistador español mestizo del siglo XVI. Hijo de Miguel Díez de Aux el Viejo y de la cacica Catalina, figura como el primer mestizo de la historia de América del que se tiene documentación.
Sirvió con Hernán Cortés en la conquista del imperio mexica, en la que ganó tierras que posteriormente administró. El cronista Francisco Cervantes de Salazar, que le apellida como uno de los mejores conquistadores de su época, recoge que murió con avanzada edad y gran riqueza en México.

## Biografía

### Origen
Nació en la isla Española, en los poblamientos plantados en 1494 por la flota de Bartolomé Colón, de quien su padre, segundón de una familia noble de Barbastro, era criado. Al poco de vivir en ciudad de la La Isabela, Miguel el Viejo tuvo una riña con otro español, al que hirió mortalmente en un duelo, y para escapar de su crimen se unió a un grupo de cinco tránsfugas que se dirigían al sureste de la isla. Se asentaron en el área de Haina, junto al río Ozama, donde se unió con una india cacica de las tribus locales, probablemente taína, bautizada como Catalina. Allí tuvo a Miguel el Joven, en realidad el segundo hijo de la pareja, ya que el primer parece haber muerto pronto. La fecha de nacimiento de Miguel figura en el testamento de su padre, fechado en Sevilla el 2 de julio de 1504, que menciona a "mi hijo Miguelico, que está en la Isla Española, porque es de tierna edad, que es de edad de ocho años".
Aux el Viejo averiguó de Catalina que existían vetas de oro en aquella región, por lo que, con este conocimiento y el de las excelentes tierras de cultivo del sur, regresó a La Isabela y fue exonerado de su crimen, máxime cuando descubrió que su oponente no había muerto de sus heridas como él había creído en un principio. Fue reclutado por Francisco de Garay para fundar un asentamiento oficial allí, que no fue otro que Santo Domingo de Guzmán, actual capital de República Dominicana. Aux y Garay se volvieron ricos con gran rapidez gracias a las extracciones de oro, llegando Aux a ser nombrado alcaide del Fuerte de Santo Domingo, y más tarde alguacil mayor. En julio de 1510 Juan Ponce de León le arrestaría y enviaría a España bajo acusaciones de excesos, pero fue declarado inocente y regresó al año próximo, casado con una esposa por el rito cristiano, aunque aún manteniendo como hijo reconocido a Miguel.

### Vida posterior
Originalmente su padre dispuso que Miguel el Joven aprendiera letras y fuera clérigo, dejándole una cantidad razonable de dinero para ello, y es posible que completara alguna etapa de estudios. Sin embargo, Miguel prefirió convertirse en conquistador, uniéndose para ello a Francisco de Garay en su gobernación en la Jamaica española.
En 1521, dos años después de la muerte de Aux el Viejo, Garay le envió al continente al frente de una flota para socorrer a Alonso Álvarez de Pineda, que había desaparecido con su expedición en el río Pánuco. Este sería el segundo intento de contactar con Pineda, contando la flota de Diego de Camargo (futuro padre del historiador mestizo Diego Muñoz Camargo), que tampoco le encontró. Tras buscar infructuosamente durante meses, y teniendo refriegas con los indios huastecos locales, Díez de Aux desistió y puso rumbo a Veracruz para unirse a la expedición de Hernán Cortés, en aquel momento comenzando el sitio de Tenochtitlan.
Díez le aportó un escuadrón de cincuenta soldados y siete caballos, que Cortés y los suyos recibieron con gran entusiasmo. El contingente se volvió conocido porque sus miembros habían ganado peso debido a su vida más cómoda en Jamaica, motivo por el que se les apodó "los de los lomos recios". Allí se encontró además con Camargo, enfermo y a punto de morir, que también se les había unido, como también haría otra expedición al mando de Francisco Ramírez el Viejo.
Díez fue capitán de uno de los bergantines españoles durante el asedio de la capital mexica, el principio de una carrera en el continente en la que, según Bernal Díaz del Castillo, "sirvió muy bien a Su Majestad en todo lo que se ofresció en las guerras e conquistas de la Nueva España".

### Tras la conquista
Inicialmente residió en Pánuco, donde en 1521 recibió de Cortés la titularidad de la mitad de Metztitlán, con la otra mitad otorgada a Alonso Lucas. En 1524, Díez se mudó a Tenochtitlan, ahora conocida como Ciudad de México, y amplió sus actividades al comercio, aunque no como su principal ocupación. El mismo año recibió de Cortés también Tempoal, aunque le fue requisada más tarde por Nuño de Guzmán, enemigo político del gran conquistador.
En 1525 Díez comenzó un litigo de décadas con un cuñado de Cortés, Andrés de Barrios, al que acusó de haber usado sus conexiones para obtener su parte de las tierras de Metztitlán. Entre 1527 y 1528 Díez fue también dueño de Tepetlaoxtoc, que fue reasignada después a otro enemigo político de Cortés, Gonzalo de Salazar.
El litigio con Barrios se estiró hasta 1541, llegando ese año hasta el mismo Consejo de Indias, presidido por García de Loaysa y Mendoza. Aux les tildó de injustos e incompetentes, y para dar un golpe de efecto, se tendió en el piso sobre su capa, puso la punta de su daga contra su propio cuello y proclamó:"si no es verdad lo que digo, Vuestra Alteza me mande degollar con esta daga, e si es verdad, hacé recta justicia". Loaysa le hizo echar de la sala, pero finalmente dirimió el juicio a su favor y otorgó a Aux una compensación económica vitalicia, si bien sólo a cambio de un destierro de dos años de Metztitlán, ya que la contraparte le acusaba haber asesinado a ciertos indios notables.
No se tienen más noticias de la vida de Aux el Joven, asumiéndose que falleció en Nueva España. Según Cervantes de Salazar, murió viejo y muy rico en México. Una fecha propuesta es la década de 1560. Su pensión quedó en manos de su hija primogénita Luisa, avecindada en Ciudad de México en 1530 y esposa de Rodrigo Maldonado, que fue desterrada de la ciudad por acusaciones de maltratar a sus sirvientes y esclavos. Miguel dejó una segunda hija de la que no se tienen datos.